# Przełęcz Ulanowicka
Przełęcz Ulanowicka – przełęcz na wysokości 535 m n.p.m. w południowo-zachodniej Polsce, w Sudetach Środkowych, w Górach Kruczych.

## Położenie
Przełęcz położona jest w środkowo-wschodniej części Gór Kruczych, około 3,0 km na południowy wschód od centrum miejscowości Lubawka.

## Fizjografia
Jest to przełęcz górska, stanowiąca wyraźne, dość wąskie i długie, obniżenie o łagodnych podejściach i stromych zboczach. Przełęcz głęboko wcina się w podłoże z permskich skał wylewnych, między wzniesienia Sołtysia po północno-wschodniej stronie i Połonina po południowo-zachodniej stronie. Najbliższe otoczenie wzdłuż osi przełęczy zajmują łąki i pola uprawne, w większej odległości rośnie dolnoreglowy las mieszany. Przez przełęcz prowadzi droga lokalna z Chełmska Śląskiego do Lubawki.

## Inne
- Przełęcz dzieli Góry Krucze na część północną i południową. Część południowa jest wyższa i bardziej rozczłonkowana, poprzecinana wzdłużnymi i poprzecznymi dolinami.
- Nazwa przełęczy pochodzi od nazwy dawnej wsi, obecnie dzielnicy Lubawki.

## Turystyka
Przez przełęcz prowadzą szlaki szlaki rowerowe:
 zielony
 czerwony
 żółty
Euroregionalny Szlak Rowerowy ER-2